# Samgyeopsal

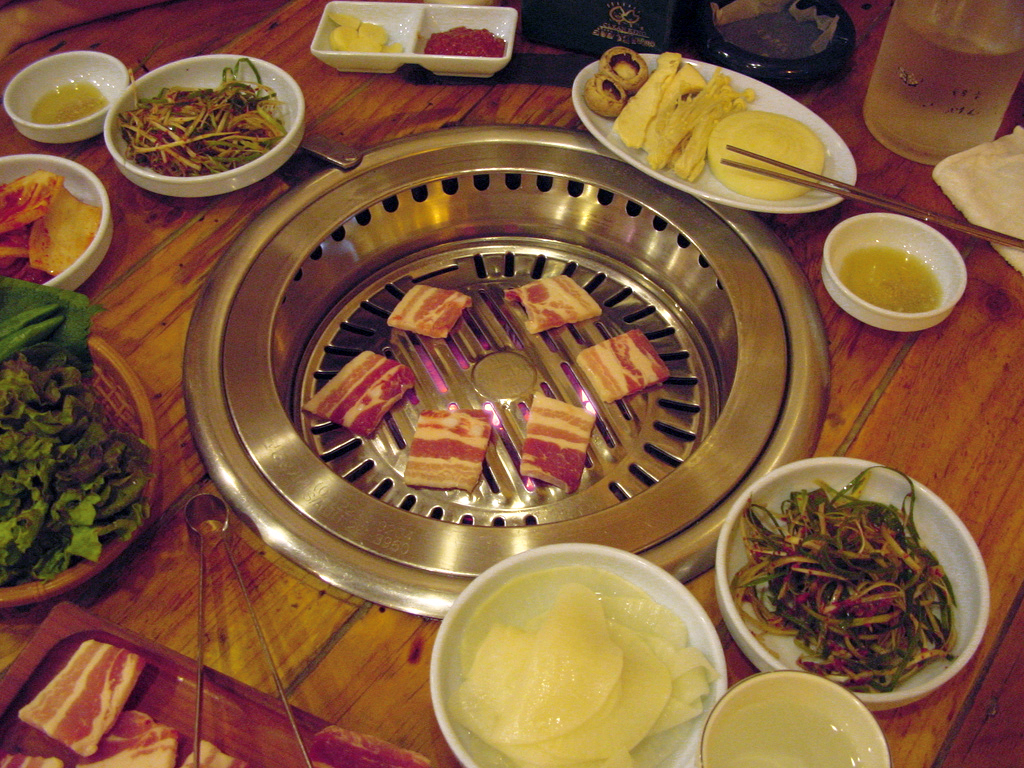
Samgyeopsal

Samgyeopsal (kor. 삼겹살) – popularne danie koreańskie. Przyrządza się je z boczku wieprzowego, w ten sam sposób co galbi, wraz z czosnkiem i cebulą. Czasami smaży się na grillu wraz z kimchi. Je się maczając w sosie ssamjjang i zawija w ssangchu.